# Bruce Stillman
Bruce William Stillman, AO, FAA, FRS (Melbourne, 16 de outubro de 1953) é um bioquímico e pesquisador do câncer australiano.
Foi diretor do Laboratório Cold Spring Harbor (CSHL) desde 1994 e presidente desde 2003. Durante sua direção o CSHL foi ranqueado como a Instituição Nr. 1 em pesquisas sobre biologia molecular e genética pela agência de notícias Thomson Reuters. As linhas mestre de pesquisa de Stillman sobre como os cromossomos são duplicados nas células humanas e em culturas de Saccharomyces cerevisiae; os mecanismos que garantem a herança exata de material genético de uma geração para a seguinte; e como passos falhos neste processo levam ao câncer. Por estas realizações Stillman recebeu diversos prêmios, incluindo o Prêmio Alfred P. Sloan Jr. de 2004 e o Prêmio Louisa Gross Horwitz de 2010, ambos os quais dividiu com Thomas Kelly.